# Johan Johnsson i Norrahammar
Johan Georg Johnsson (i riksdagen kallad Johnsson i Norrahammar), född 8 januari 1877 i Kävsjö församling, Jönköpings län, död 4 februari 1949 i Jönköping (Sofia), var en svensk gjutare och socialdemokratisk politiker.
Johnsson var ledamot av riksdagens andra kammare från 1929, invald i Jönköpings läns valkrets.